# سیارک ۲۵۵۱
سیارک ۲۵۵۱ (به انگلیسی: 2551 Decabrina، نامگذاری:1976YX1) دو هزار و پانصد و پنجاه و یکمین سیارک کشف شده‌است که در ۱۶ دسامبر ۱۹۷۶ کشف شد.
قدر مطلق سیارک برابر ۱۲٫۱۰ است.